# Nový Kostel (przystanek kolejowy)
Nový Kostel – przystanek kolejowy w Novým Kostelu, w kraju karlowarskim, w Czechach. Położony jest na wysokości 490 m n.p.m..
Na przystanku nie ma możliwości zakupu biletów, a obsługa podróżnych odbywa się w pociągu. 

## Linie kolejowe
- 146 Cheb - Luby u Chebu